# Liste der Kulturdenkmäler in Wallau (Lahn)
Die folgende Liste enthält Kulturdenkmäler in Biedenkopf-Wallau im Landkreis Marburg-Biedenkopf, Hessen.
| Bild           | Bezeichnung       | Lage             | Beschreibung | Bauzeit                  | Daten |
| -------------- | ----------------- | ---------------- | --- | ------------------------ | ----- |
| weitere Bilder | Ev. Kirche Wallau | Kirchweg 14 Lage | Mittelalterlicher Westturm (vermutlich 13./Anfang 14. Jh.) mit Rundbogen zum Schiff, Kreuzgewölbe mit Spitzhelm, Schiff von 1758 (Inschrift). Saalbau mit Mansarddach, 1962/63 durch Altarraum nach Osten verlängert. Sehenswert reiche Kanzel von 1630/1656. Sechs Grabdenkmäler der Familie Breidenbach genannt Breidenstein 17.–18. Jh. | ca. 13. / Anfang 14. Jh. |       |